# Leokádie
Leokádie nebo též Leokadie je staré ženské křestní jméno řeckého původu. Původ není zcela jasný, existuje více teorií: podle jedné jde o podobu řeckého jména Leukathea, vykládaného jako bílá bohyně. Podle jiné jde o polatinštěný název řeckého ostrova Lefkada (Leucadia), podle další teorie jde o spojení slov leos (lid) a kados (vznešený, slavný), vykládá se tedy jako slavná mezi lidmi.
Jméno pravděpodobně nemá nic společného se lvem (starořecky léon) a tudíž ani s řeckým jménem Leona či hebrejským jménem Lea, i když někdy bývá řazen svátek jména Leokádie ke svátku těchto dvou jmen na 22. března. Ve skutečnosti Leokádie slaví svátek dne 9. prosince, v den připomínky svaté Leokádie, původem španělské křesťanky, která byla umučena asi roku 304 během pronásledování křesťanů císařem Diokleciánem.
Jméno je v Česku velmi raritní a bylo tomu tak většinou i v minulosti. Přestože je jméno považované za zastaralé, narodily se v 21. století dvě nositelky, z nichž jedna (2007) má jméno Leokadie a druhá (2001) jméno Leokádie. Jinak je průměrný věk jména Leokadie vysoký (74 let), nejvíce nositelek žijících k roku 2013 se narodilo v letech 1925 a 1934 (vždy pět).
K roku 2014 žilo na světě přibližně 45 629 nositelek jména Leocadia, nejčastěji se vyskytovaly v zemích Latinské Ameriky a jižní Afriky. V Evropě je jméno nejčastější ve Španělsku, kde žilo 1 416 nositelek. Variantu Leokadia nosí 15 903 nositelek, z toho přes 1,5 tisíce nositelek v Polsku a asi tisíc nositelek v Německu.

## Známé osobnosti
- Leocadia Alba – španělská herečka
- Leokadija Diržinskaitė-Piliušenko – litevská politička a aktivistka
- Léocadie Gascoin – francouzsko-kanadská řeholnice
- Leocadie Gerlach – dánsko-švédská mezzosopranistka
- Leokadia Halama – polská tanečnice
- Léocadie Hersent-Penquer – francouzská básnířka a spisovatelka
- Leocadia Ibáñez Serrano – bolivijská básnířka
- Leokadia Małunowiczówna – polská filoložka
- Leokadia Matuszewska – polská řeholnice
- Leokadia Pancewiczowa – polská herečka
- Leocadia Zorrilla – společnice ve stáří malíře Francisca Goye